# Kanton Épinal-Est
Der Kanton Épinal-Est war von 1973 bis 2015 ein französischer Wahlkreis im Arrondissement Épinal, im Département Vosges und in der Region Lothringen; sein Hauptort war Épinal.

## Lage
Der Kanton lag im Zentrum des Départements Vosges. 

Lage des Kantons Épinal-Est innerhalb des Arrondissements Épinal
Lage des Kantons Épinal-Est innerhalb des Départements Vosges

## Gemeinden
Der Kanton bestand aus zehn Gemeinden und dem östlichen Teil von Épinal (angegeben sind hier Gesamtfläche und Gesamteinwohnerzahl der Stadt; im Kanton wohnten 18.487 Einwohner der Stadt Épinal):
| Gemeinde    | Einwohner Jahr | Fläche km² | Bevölkerungsdichte | Code INSEE | Postleitzahl |
| ----------- | -------------- | ---------- | ------------------ | ---------- | ------------ |
| Arches      | 1.662 (2013)   | 17,5       | 95 Einw./km²       | 88011      | 88380        |
| Archettes   | 1.110 (2013)   | 13,93      | 80 Einw./km²       | 88012      | 88380        |
| La Baffe    | 661 (2013)     | 9,01       | 73 Einw./km²       | 88028      | 88460        |
| Deyvillers  | 1.482 (2013)   | 8,77       | 169 Einw./km²      | 88132      | 88000        |
| Dignonville | 187 (2013)     | 5,93       | 32 Einw./km²       | 88133      | 88000        |
| Dinozé      | 594 (2013)     | 2,89       | 206 Einw./km²      | 88134      | 88000        |
| Dogneville  | 1.437 (2013)   | 11,42      | 126 Einw./km²      | 88136      | 88000        |
| Épinal      | 32.188 (2013)  | 59,24      | 543 Einw./km²      | 88160      | 88000        |
| Jeuxey      | 672 (2013)     | 8,49       | 79 Einw./km²       | 88253      | 88000        |
| Longchamp   | 457 (2013)     | 10,26      | 45 Einw./km²       | 88273      | 88000        |
| Vaudéville  | 165 (2013)     | 3,22       | 51 Einw./km²       | 88495      | 88000        |

## Bevölkerungsentwicklung
| 1990   | 1999   | 2006   | 2012   |
| ------ | ------ | ------ | ------ |
| 30.139 | 29.726 | 28.525 | 26.905 |